# Sypnoides
Sypnoides é um gênero de traça pertencente à família Arctiidae.